# ویندورف (زاکسونی)-آنهالت
ویندورف (زاکسونی)-آنهالت (به آلمانی: Wiendorf) یک منطقهٔ مسکونی در آلمان است که در کونرن واقع شده‌است. ویندورف  ۳۳۰ نفر جمعیت دارد.